# 柑橘高地 (加利福尼亚州)
柑橘高地（英語：Citrus Heights），是美国加利福尼亚州萨克拉门托县下属的一座城市。建市于1997年1月1日，面积大约为14.23平方英里（36.9平方公里）。根据2010年美国人口普查，该市有人口83,301人。